# Alex D. Linz
Alexander David Linz (* 3. Januar 1989 in Santa Barbara, Kalifornien) ist ein ehemaliger US-amerikanischer Schauspieler.

## Biographie
Linz gab 1994 fünfjährig sein Debüt in einer Episode der US-amerikanischen Sitcom Cybill. Der Kinderdarsteller erlangte seine größte Bekanntheit mit den Hauptrollen in den Kinofilmen Wieder allein zu Haus (1997) und Max Keebles großer Plan (2001). 1997 war er Preisträger des YoungStar Awards für die Rolle in dem Film Tage wie dieser. Im selben Jahr erhielt er einen ShoWest Award bei der ShoWest Convention in der Kategorie Young Star of the Year. Mit Eintritt in das Erwachsenenalter beendete er seine Karriere als Filmschauspieler, seinen bisher letzten Auftritt hatte er 2007 in dem Film Choose Connor (Stand: Juli 2021).
Linz ist der Sohn eines Psychologieprofessors und einer Anwältin. Er besuchte die Alexander Hamilton High School in Los Angeles. Er studierte an der University of California (Los Angeles) und machte 2017 seinen Masterabschluss im Studiengang Urban and Regional Planning.

## Filmografie (Auswahl)
- 1994: Danielle Steel – Verlorene Spuren (Vanished)
- 1995: Schatten der Leidenschaft (The Young and the Restless, Fernsehserie)
- 1996: Cable Guy – Die Nervensäge (The Cable Guy)
- 1996: Stimmen aus dem Grab (The Uninvited)
- 1996: Tage wie dieser (One Fine Day)
- 1997: Wieder allein zu Haus (Home Alone 3)
- 1999: Immer Ärger mit Schweinchen George (My Brother the Pig)
- 1999: Tarzan (Stimme)
- 2000: Emergency Room – Die Notaufnahme (ER, Fernsehserie, Folge 7x03)
- 2000: Bounce – Eine Chance für die Liebe (Bounce)
- 2000: Bruno
- 2000: Titan A.E. (Stimme)
- 2001: Jennie, die Unbezähmbare (The Jennie Project)
- 2001: Max Keebles großer Plan (Max Keeble’s Big Move)
- 2001: Race to Space – Mission ins Unbekannte (Race to Space)
- 2001–2002: Providence (Fernsehserie, 21 Folgen)
- 2003: Das Wunder der Lions (Full Court Miracle)
- 2003: Exit 9
- 2005: Dirty Movie (The Moguls, The Amateurs)
- 2007: Choose Connor